# 느린맥
느린맥(영어: bradycardia) 혹은 서맥(徐脈)은 심장이 정상 수준보다 느리게 뛰는 것을 말한다. 일반적인 사람의 경우 안정된 상태에서 성인은 매분 60~80, 어린이는 90~140, 노인은 70~80의 심박수를 가진다. 보통 1분 간 심박수가 60 이하인 경우를 서맥이라고 한다. 건강한 사람의 경우에도 서맥이 발생할 수 있는데, 특히 격렬한 운동을 지속적으로 해온 운동선수들의 경우 심장이 정상인보다 비대해져 일회박출량은 늘어나고 심박수가 줄어드는 운동선수심장증후군(athletic heart syndrome)에 의해 서맥이 생기게 된다.
서맥은 빈맥과 함께 부정맥의 대표적인 예로서, 비교적 흔한 부정맥 중 하나로 꼽힌다. 현기증, 실신을 주요 증상으로 보이며 가슴 두근거림, 호흡곤란, 무력감 등이 증상으로 나타날 수도 있다. 서맥의 원인은 크게 동기능부전(SA node dysfunction)과 방실전도차단(AV block)의 2가지로 나눌 수있다.

## 서맥의 원인

### 굴기능부전
심장은 박동의 자율성을 가지고 있으며, 이는 심장 내부에 박동원 세포(pacemaker cell)에 해당하는 근육세포들이 존재해 심장 전체에 전기적 신호를 주어 일정한 주기로 심장을 수축시킬 수 있도록 하는 현상을 의미한다. (주기를 빠르고 느리게 하는 것은 자율신경계가 조절한다.) 굴기능부전은 심장의 주 박동원 세포인 굴심방결절(Sinoatrial node, SA node)에 문제가 생겨 맥박이 느려지거나 한 번씩 쉬어버리는 것을 말한다.

### 방실전도차단
심장의 굴심방결절에서 발생한 전기 신호는 방실결절(atrioventricular node, AV node), 퍼킨지 섬유(purkinje fiber), 히스색(bundle of His)를 거쳐 심실을 수축시키게 된다. 이때 방실결절에 문제가 생겨 심실을 수축하기 위한 전기 신호가 만들어지지 않는 경우, 맥박이 느려질 수 있는데 이를 방실전도차단에 의한 서맥이라고 한다.

### 기타
심장의 전도체계 이외에도 다른 부위에 문제가 생길 경우 서맥이 생길 수 있다. 수면, 저체온증, 노화 등의 생리학적 원인과, 미주신경의 자극 변화(vagal tone)와 교감신경의 억제 등의 신경성 원인, 디지탈리스와 같은 강심제나 β-adrenoreceptor을 막는 β-blocker, 칼슘채널 저해제 등의 약제성 원인, 급성 심근경색이나 협심증 등 심근 세포 자체에 문제가 발생하는 심장 질환성 원인, 갑상선 기능 저하나 두개내압의 증가 등의 전신 질환성 원인 등이 있을 수 있다.

## 진단
휴식을 취하고 있는 안정 상태에서 분당 60회 미만의 심박수를 가지는 경우 서맥을 의심해 볼 수 있고, 분당 40회 미만의 매우 느린 심박수를 가지는 경우 서맥의 강력한 임상적 증거가 될 수 있다. 자세한 진단은 보통 심전도 검사, 흉부방사선 촬영, 내과계 피검사가 필요하며, 추가적으로 홀터 검사, 운동부하 검사 등을 시행할 수 있다. 원인에 따라 다른 심전도 결과가 얻어진다.

## 치료
별 증상을 보이지 않는 한 서맥은 특별히 치료하지 않는다. 증상이 있는 서맥은 우선 복용하고 있는 약물이 심장에 미치는 영향이나 심장의 전해질 농도 이상 유무를 살펴본다. 영향이 있는 약물은 사용을 중지하고, 전해질의 이상은 채널 저해제 등을 통해 적절히 교정을 한다. 심장의 전도체계 이외의 원인들이 있는 경우 원인을 제거하면 대부분 정상으로 돌아오지만, 전기전달체계 자체의 이상인 경우는 영구적으로 인공심박동기를 삽입하여야 한다.

## 같이 보기
- 부정맥
- 빠른맥
- 심박수
- 심전도